# Dysdera alegranzaensis
Dysdera alegranzaensis là một loài nhện trong họ Dysderidae.
Loài này thuộc chi Dysdera. Dysdera alegranzaensis được Jörg Wunderlich miêu tả năm 1992.